# Шутить изволите?
«Шутить изволите?» — художественный фильм, экранизация новелл Аркадия Аверченко. Премьера фильма в России состоялась 16 ноября 2000 года на канале РТР.
Новеллы: «Утро», «Ниночка», «Служба», «Выставка», «Ихневмон», «Будьте здоровы!», «Железная память», «Дама в черном», «Судьба человека», «На сон грядущий».

## Сюжет
Жизнь редактора газеты — постоянный калейдоскоп из встреч, смешных ситуаций, уймы срочных дел и обязанностей. С кем только ему ни приходится встречаться: здесь представители всех слоёв общества. И так каждый божий день. Абсурдность происходящего приводит к депрессии, когда уже ничто не может рассмешить и всё кажется бессмысленным.

## В ролях
- Александр Феклистов
- Сергей Габриэлян
- А. Маркова
- Ю. Митрофанов
- Александр Олешко
- В. Николаенко
- С. Ковалев
- В. Оладушкин
- Александр Резалин
- Тамара Носова
- Фёдор Добронравов
- Расми Джабраилов — Мишкин

## Съёмочная группа
- Авторы сценария: Геннадий Цебро, Геннадий Попов
- Режиссёр: А. Пасечный
- Оператор: Алексей Шейнин
- Продюсер: Михаил Либерман